# Azorella corymbosa
Azorella corymbosa là một loài thực vật có hoa trong họ Hoa tán. Loài này được (Ruiz & Pav.) Pers. mô tả khoa học đầu tiên năm 1805.